# Jaskinia Wilcza (Bieszczady)

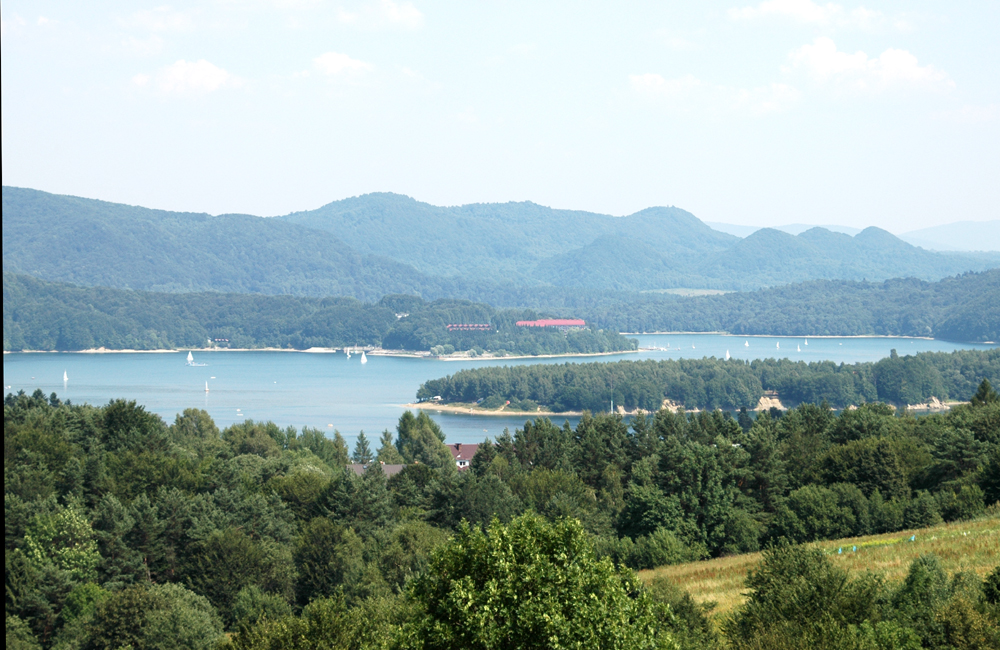
Pasmo Łopiennika i Durnej nad Jeziorem Solińskim

Jaskinia Wilcza – jaskinia w polskich Bieszczadach. Ma dwa otwory wejściowe znajdujące się na południowo-wschodnim zboczu Jam w paśmie Łopiennika i Durnej, w dolinie Solinki, niedaleko Buka, w pobliżu Kruchej Szczeliny i Groty Teodora, na wysokości 550 m n.p.m. Długość jaskini wynosi 24,5 metrów, a jej deniwelacja 3 metry.

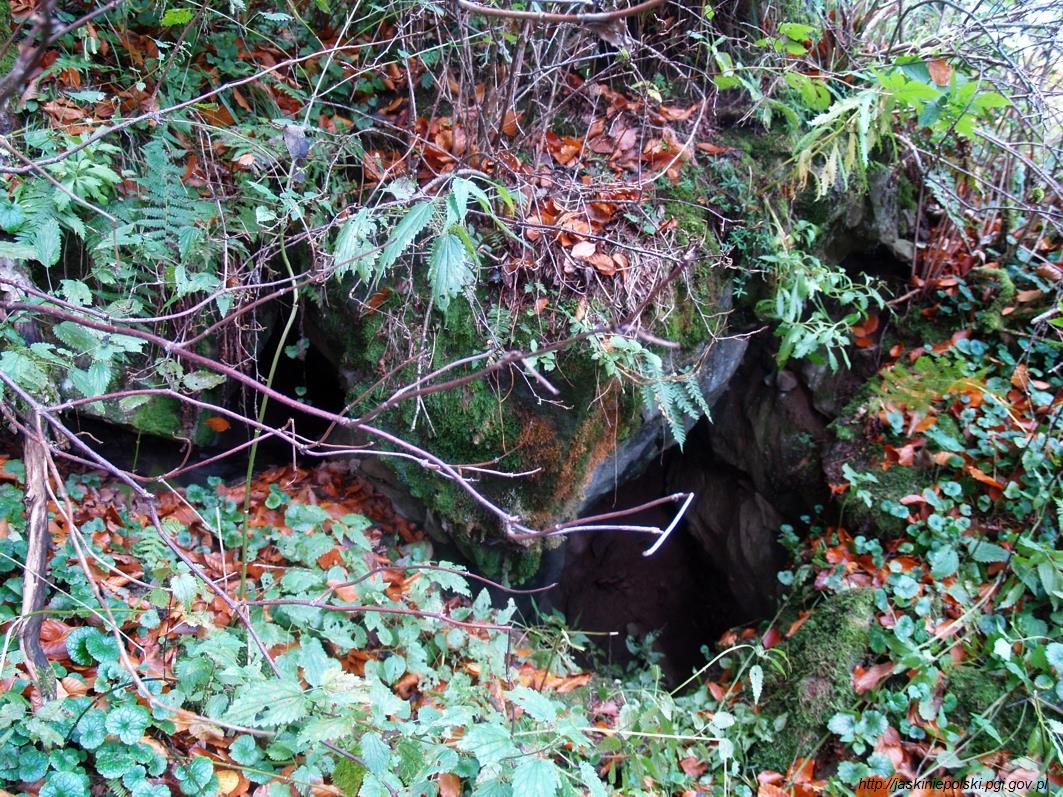
Otwór jaskini

## Opis jaskini
Główną częścią jaskini jest niewielka salka do której prowadzą dwa otwory wejściowe położone obok siebie. Na jej dnie znajduje się studzienka prowadząca do następnej, niewielkiej salki. Odchodzi z niej kilka szczelinowych korytarzyków, z których najdłuższy ma 10 metrów i prowadzi do zawalonego obecnie otworu trzeciego.

## Przyroda
W jaskini brak jest nacieków i roślinności.

## Historia odkryć
Brak jest danych o odkrywcach jaskini. Jej pierwszy opis i plan sporządzili T. Mleczek i B. Szatkowski w kwietniu 2010 roku.